# Velika nagrada Miamija
Velika nagrada Miamija će biti automobilistička utrka Formule 1, koja će se prvi put voziti na tom natjecanju 2022. Staza Miami International Autodrome, osigurala je ugovor s Formulom 1 na deset godina, a prolazit će oko Hard Rock Stadiuma koji je sjedište NFL momčadi Miami Dolphinsa.